# Матиас Замер
Матиас Замер е треньор и бивш немски футболист.
Той е определен за Европейски футболист на годината през 1996 г., годината, в която Германия става Европейски шампион. Замер се отказва от футбола със 74 срещи за национален отбор, от които 23 за Източна Германия.

## Кариера
Замер играе в Динамо Дрезден (1987-1990), ФФБ Щутгарт (1990-1992), Интер Милан (1992-1993) и Борусия Дортмунд (1993-1998). Той печели две титли на Източна Германия с „Дрезден“ и три титли на обединена Германия с „Щутгарт“ (1992) и „Дортмунд“ (1995 и 1996). Замер печели и Шампионската лига с „Дортмунд“ през 1997 г.
Замер получава сериозна контузия на коляното през 1998 г., която го кара да се откаже от футбола. Навместо това Замер става треньор на Борусия Дортмунд през 2000 г. и печели немския шампионат през 2002 г. Същата година отборът достига до финала на Купата на УЕФА, който губи с 2:3 от Фейенорд (Ротердам). През сезона 2004-2005 г. Замер води „Щутгарт“, но след това напуска клуба.
Замер е женен и има три деца: Сара, Марвин и Леон.